# Gottlieb Petersen
Gottlieb Petersen, född 29 juni 1771, död 22 december 1831 i Jakob och Johannes församling, Stockholm, var en svensk valthornist vid Kungliga Hovkapellet i Stockholm. 

## Biografi
Gottlieb Petersen föddes 29 juni 1771. Han anställdes 15 augusti 1816 som valthornist vid Kungliga Hovkapellet i Stockholm och slutade 1 januari 1828. Petersen var gift med Margareta Charlotta Strömbeck. Han avled 22 december 1831.